# Peter senza coda in Americat
Peter senza coda in Americat (Pelle Svanslös i Amerikatt) è un film d'animazione del 1985 diretto da Stig Lasseby e Jan Gissberg, sequel della pellicola Peter senza coda e come il precedente film anch'esso ispirato alla serie letteraria di Gösta Knutsson.

## Trama
Pelle, il gattino senza la coda, riesce a conseguire un titolo di studio molto esclusivo e raro in Svezia. Poco dopo riceve una visita da un suo parente, Pelle Swanson, che lo invita a casa sua in America. L'ingenuo Pelle Svanslös si ritrova così catapultato in una realtà totalmente nuova e alla fine riuscirà a realizzare il suo sogno di possedere finalmente una coda.